# Balikcsi
Balikcsi (kirgiz írással Балыкчы) város Kirgizisztánban, Iszik-Köl tartományban. Az ország északi részén, az Iszik-köl tó nyugati partján, a fővárostól, Biskektől 175 km-re délkeletre fekszik, 1900 m-es átlagos tengerszint feletti magasságban.
Lakosságának becsült nagysága 2017-ben 43 000 fő volt. A város Kirgizisztán egyik jelentős turistaközpontja.
A város 1989–1992 között Iszik-Köl tartomány székhelye volt és a város is az Iszik-Köl nevet viselte.